# Batalla de Roslin
La batalla de Roslin fue una de las batallas más importantes de la Primera Guerra de Independencia Escocesa. Un monumento de tipo cairn fue erigido por la Roslin Heritage Society a finales del siglo XX para señalar el lugar donde la batalla tuvo lugar el 24 de febrero de 1303.
Un historiador de la época, el escocés John de Fordun, hizo esta descripción de la batalla: <<Nunca hubo una lucha tan desesperada, o una en la que la dureza de la destreza caballeresca brilló con tanta fuerza. El comandante y líder en esta lucha fue John Comyn, el hijo. John Comyn, entonces guardián de Escocia, y Simon Fraser con sus seguidores, día y noche, hicieron todo lo posible para hostigar y molestar, por su destreza general, a los oficiales y alguaciles reyes antes mencionados ... los antedichos John Comyn y Simon. , con sus instigadores, al enterarse de su llegada a Roslin [...] llegó rápidamente desde Biggar a Roslin en una noche con algunos hombres elegidos los cuales eligieron más bien la muerte antes que el sometimiento indigno a la nación inglesa; y, de repente, cayeron intrépidamente sobre el enemigo>>.

## Antecedentes
Después de la derrota escocesa en la batalla de Falkirk en 1298, Escocia fue ocupada por las fuerzas inglesas que dirigía  Sir John Segrave. Mientras comandaba desde el Castillo de Edimburgo, se enamoró de la escocesa Lady Margaret Ramsey de Dalhousie. Sin embargo, ella se decantó por Sir Henry St. Clair de Rosslyn, que había luchado  en la primera batalla de la Guerra de la Independencia, la batalla de Dunbar, en 1296.
Cuando Sir Henry y Lady Margaret se comprometieron a finales de 1302, De Segrave se indignó. Desde su base en Carlisle, escribió una carta a Eduardo I en la que solicitaba permiso para invadir Escocia. A mediados de febrero de 1303 un ejército de 30 000 soldados (según algunas fuentes) cruzó la frontera al amparo de la oscuridad, los escoceses solo se percataron  de su presencia cuando descendieron sobre Melrose. John Segrave dividió el ejército en tres: un grupo fue el encargado de atacar el Castillo de Borthwick, cerca de Gorebridge, el segundo sitió el Castillo de Dalhousie, hogar de Lady Margaret y el tercero, dirigido por él mismo, se enfrentó a los escoceses.
El avance de los ingleses fue rápido y solo gracias a los esfuerzos del Prior Abernathy, antiguo caballero templario y prior Cisterciense del Priorato de Mount Lothian —cerca de Balantradoch—, que enviaron monjes a caballo para dar la alarma. Un ejército de 8000 personas se reunieron en Biggar y partió para enfrentarse a los invasores. Sir William Wallace se negó a tomar el mando del ejército, tras haber perdido la confianza en sí mismo tras la derrota en la batalla de Falkirk. Sir John Comyn (sobrino del rey exiliado John Balliol) fue elegido como comandante general y Sir Simon Fraser como líder del ejército (esta explicación de un líder 'elegido' es improbable. La fuerza escocesa se habría compuesto de los séquitos y seguidores de Comyn, Fraser y Wallace en lugar de plebeyos). Las fuerzas apresuradamente reunidas se movilizaron al norte a través de Carlops. En la noche del 23 de febrero, el ejército se había reunido en Bilston Wood.

## La batalla
El conocimiento de antemano gracias a  Abernethy fue bien aprovechado por los escoceses que  rodearon al primer contingente del ejército inglés en un terraplén del río Esk en las primeras horas del 24 de febrero. John Segrave estaba entre los capturados para obtener un rescate. Los escoceses fueron por los lados escarpados de Roslin Glen por donde lanzaron a los prisioneros ingleses capturados. La mayoría de los supervivientes que escaparon al bosque de Roslin Glen fueron emboscados y asesinados, pero algunos lograron alertar al segundo grupo, sitiando el Castillo de Dalhousie bajo el mando de Sir Ralph de Confrey.
El segundo grupo del ejército inglés se dirigió al enfrentamiento contra los escoceses, que se encontraban posicionados en una línea defensiva a través de la cumbre de Langhill. Al subir la colina, fueron arrestados por arqueros escoceses y conducidos a través del campo hacia un barranco y masacrados. Ralph de Confrey se encontraba entre los muertos.Esta segunda escaramuza apenas hubo terminado cuando llegaron noticias de la llegada del tercer grupo del ejército inglés, lo que provocó el asesinato de todos los prisioneros heridos ingleses.
Los soldados escoceses debieron dudar de su habilidad para imponerse en un tercer enfrentamiento, pero una vez más el ingenio del Prior Abernethy salvó el día. Como final de un discurso conmovedor, hizo un gesto a los cansados soldados para que miraran hacia Pentland Hills, donde una banda de monjes cistercienses, bajo las instrucciones del prior, había erigido un gran saledizo de lona, una cruz plateada sobre un fondo azul que brillaba bajo el sol de la tarde para inspirarlos a un último esfuerzo. Al acercarse a lo largo del valle desde el castillo de Borthwick a través de Rosewell, las fuerzas inglesas restantes bajo las órdenes de Sir Richard Neville fueron derrotadas finalmente.
La diferencia numérica entre los dos ejércitos había sido contrarrestada por el conocimiento de los escoceses del terreno, las habilidades tácticas de Wallace y la decisión equivocada de Segrave de dividir su enorme ejército en tres grupos, cada uno del mismo tamaño que las fuerzas escocesas. A pesar de ser una de las victorias más decisivas jamás registradas por un ejército escocés, con el héroe nacional e incitado por una competencia romántica por el corazón de una mujer hermosa, la batalla rara vez aparece en los libros de historia y pocos residentes de la zona saben nada al respecto. La Batalla de Rosslyn no decidió el resultado de la Guerra de la Independencia y Escocia se enfrentó a otros 11 años de conflicto (generalmente se considera que el conflicto terminó en 1356) lo que podría explicar tal omisión.

## Consecuencias
Comyn fue asesinado a puñaladas por Robert the Bruce en Dumfries durante una disputa que llevó a este último asumiendo el liderazgo de la resistencia escocesa y su eventual victoria en Bannockburn. Wallace y Simon Fraser fueron capturados por los ingleses dentro de los dos años de la batalla y colgados, y descuartizados. A pesar de ser el arquitecto indiscutible de la victoria, los titánicos esfuerzos de Prior Abernethy en ese día de febrero fueron en gran parte olvidados (principalmente porque él no existía) mientras De Segrave fue enviado de regreso a Inglaterra para enfrentarse a la furia de Edward Longshanks y asumir la responsabilidad de una derrota resultante de su orgullo, celos y pobre liderazgo (sobrevivió y regresó a Escocia para luchar en la Batalla de Bannockburn) , donde fue capturado y rescatado por segunda vez. Sir Henry St. Clair se casó con Lady Margaret Ramsay ".